# 배수 (수학)

배수 기호

오른쪽 수가 왼쪽 수의 배수가 아닐 때 사용하는 기호

수론에서, 주어진 정수의 배수(倍數, 영어: multiple)는 그 정수에 어떤 정수를 곱한 수이다. 즉, 그 수에 의해 나누어떨어지는 수이다.

## 정의
정수 {\displaystyle n\in \mathbb {Z} }의 배수는 다음 조건을 만족시키는 정수 {\displaystyle m\in \mathbb {Z} }이다.
- {\displaystyle m=nk}인 정수 {\displaystyle k\in \mathbb {Z} }가 존재한다.

(일부 문헌에서는 {\displaystyle n\neq 0}을 가정하기도 한다.)

## 성질
정수 {\displaystyle n\in \mathbb {Z} }의 배수의 집합은 다음과 같다.
{\displaystyle {\begin{aligned}n\mathbb {Z} &=\{nk\colon k\in \mathbb {Z} \}\\&=\{\dots ,-3n,-2n,-n,0,n,2n,3n,\dots \}\end{aligned}}}
정수의 배수의 집합은 특히 0과 자기 자신을 원소로 가지며, 정수 계수 선형 결합에 의해 닫혀있다. 즉, 정수 {\displaystyle n}에 대하여 다음 성질들이 성립한다.
- {\displaystyle n}은 {\displaystyle n}의 배수다.
- 0은 {\displaystyle n}의 배수다.
- {\displaystyle m_{1},m_{2},\dots ,m_{t}}가 {\displaystyle n}의 배수라면, {\displaystyle k_{1}m_{1}+k_{2}m_{2}+\cdots +k_{t}m_{t}} ({\displaystyle k_{i}\in \mathbb {Z} }) 역시 {\displaystyle n}의 배수다.
- 위 세 성질로부터 유도될 수 없다면 {\displaystyle n}의 배수가 아니다.

정수의 배수의 집합은 정수환의 아이디얼을 이룬다. 소수의 배수의 집합은 정수환의 소 아이디얼을 이룬다. 반대로, 정수환의 모든 아이디얼은 어떤 정수의 배수의 집합이다.
특히 육진법와 십진법에서는 소인수에 2, 3, 5 중 하나가 포함된 숫자의 배수 판정이 매우 간단하다. 이것은 육진법에서는 10 = 2×3 = 5+1이되고, 십진법에서는 10 = 2×5 = 32+1되기 때문이다.

### 십진법의 배수 판정
십진법에서, 작은 자연수들의 배수 판정 방법은 다음과 같다. 일부는 통상적인 나눗셈을 통한 방법보다 느릴 수 있다.
- 0의 배수는 0뿐이다. 임의의 정수 {\displaystyle k\in \mathbb {Z} }에 대하여 {\displaystyle 0k=0}이기 때문이다.
- 1의 배수는 모든 정수다. 임의의 정수 {\displaystyle k\in \mathbb {Z} }에 대하여 {\displaystyle 1k=k}이기 때문이다.
- 2의 배수인 정수를 짝수라고 한다. 어떤 정수가 짝수일 필요충분조건은 십진법 전개의 일의 자릿수가 짝수인 것이다. (다른 자릿수와 상관없다.)
  - 예를 들어, 26은 일의 자릿수가 6이므로 짝수이며, 17은 일의 자릿수가 7이므로 짝수가 아니다.
- 어떤 정수가 3의 배수일 필요충분조건은 십진법 전개의 모든 자릿수의 합이 3의 배수인 것이다. (이는 재귀적인 판정 방법이다.)
  - 예를 들어, 573은 모든 자릿수의 합이 {\displaystyle 5+7+3=15}이고, 15가 3의 배수이므로 573은 3의 배수다.
  - 그러나, 283은 모든 자릿수의 합이 {\displaystyle 2+8+3=13}이고, 13이 3의 배수가 아니므로 283은 3의 배수가 아니다.
- 어떤 정수가 4의 배수일 필요충분조건은 십진법 전개의 뒤의 두 자릿수가 4의 배수인 것이다. (다른 자릿수와 상관없다.) 더 쉽게는 뒤에서 2번째 자리(십의 자리)가 짝수라면, 맨 끝의 자리(일의 자리)가 0, 4, 8일 때 4의 배수이고, 십의 자리가 홀수라면, 일의 자리가 2, 6일 때 4의 배수다.
  - 예를 들어, 4316은 뒤의 두 자릿수가 16이므로 4의 배수다. 또, 189,278,504는 십의 자리가 0이므로 짝수이고(0도 짝수다.) 일의 자리가 4이므로 4의 배수다.
- 어떤 정수가 5의 배수일 필요충분조건은 십진법 전개의 일의 자릿수가 0이나 5인 것이다. (다른 자릿수와 상관없다.)
  - 예를 들어, 15는 일의 자릿수가 5이므로 5의 배수다.
- 어떤 정수가 6의 배수일 필요충분조건은 2의 배수(짝수)이면서 동시에 3의 배수인 것이다.
  - 예를 들어, 246은 모든 자릿수의 합이 {\displaystyle 2+4+6=12}인 3의 배수이면서 짝수이므로, 246은 6의 배수다.
  - 그러나, 315는 3의 배수이지만 홀수이므로, 315는 6의 배수가 아니다. 또, 428은 짝수이지만 3의 배수가 아니므로, 428은 6의 배수가 아니다.
- 어떤 정수가 7의 배수일 필요충분조건은, 십진법 전개의, 오른쪽부터 세 자릿수씩의 교대합이 7의 배수인 것이며, 일의 자릿수의 두 배를 나머지 자릿수에서 뺀 차가 7의 배수인 것이다. (이는 재귀적인 판정 방법이다.)
  - 예를 들어, 1, 369, 851은 {\displaystyle 851-369+1=483}; {\displaystyle 48-3\times 2=42}이므로 7의 배수다.
- 어떤 정수가 8의 배수일 필요충분조건은 십진법 전개의 뒤의 세 자릿수가 8의 배수인 것이다. (다른 자릿수와 상관없다.)
  - 예를 들어, 20120은 뒤의 세 자릿수가 {\displaystyle 120=8\times 15}이므로 8의 배수다.
- 어떤 정수가 9의 배수일 필요충분조건은 십진법 전개의 모든 자릿수의 합이 9의 배수인 것이다.
  - 예를 들어, 765는 모든 자릿수의 합이 {\displaystyle 7+6+5=18}이고, 18이 9의 배수이므로 765는 9의 배수다.
  - 그러나, 168은 모든 자릿수의 합이 {\displaystyle 1+6+8=15}이고, 15가 9의 배수가 아니므로 168은 9의 배수가 아니다.
- 어떤 정수가 10의 배수일 필요충분조건은 십진법 전개의 일의 자릿수가 0인 두 자리 이상의 정수인 것이다.
  - 예를 들어, 5320은 일의 자릿수가 0이므로 10의 배수다.
- 어떤 정수가 11의 배수일 필요충분조건은 십진법 전개의 홀수째 자릿수의 합과 짝수째 자릿수의 합이 같은지 여부다.
  - 예를 들어, 10241은 {\displaystyle 1+2+1=0+4}이므로 11의 배수다.

## 같이 보기
- 최소공배수
- 약수
- 최대공약수
- 소인수 분해
- 배수 판정법